# Madrigal de las Altas Torres
Madrigal de las Altas Torres es un municipio y una localidad de España perteneciente a la provincia de Ávila, en la comunidad autónoma de Castilla y León. Se trata de uno de los pueblos más significativos de la comarca de La Moraña, situada en el norte de la provincia. Tiene una población de 1299 habitantes (INE 2024).
Es conocido por haber nacido aquí la reina Isabel I de Castilla (Isabel la Católica) el 22 de abril de 1451. También en la ciudad nació el oidor Vasco de Quiroga (c. 1472), personalidad clave en la pacificación, conservación y evangelización del pueblo p'urhepecha y primer obispo de Michoacán, en el actual México.

## Toponimia

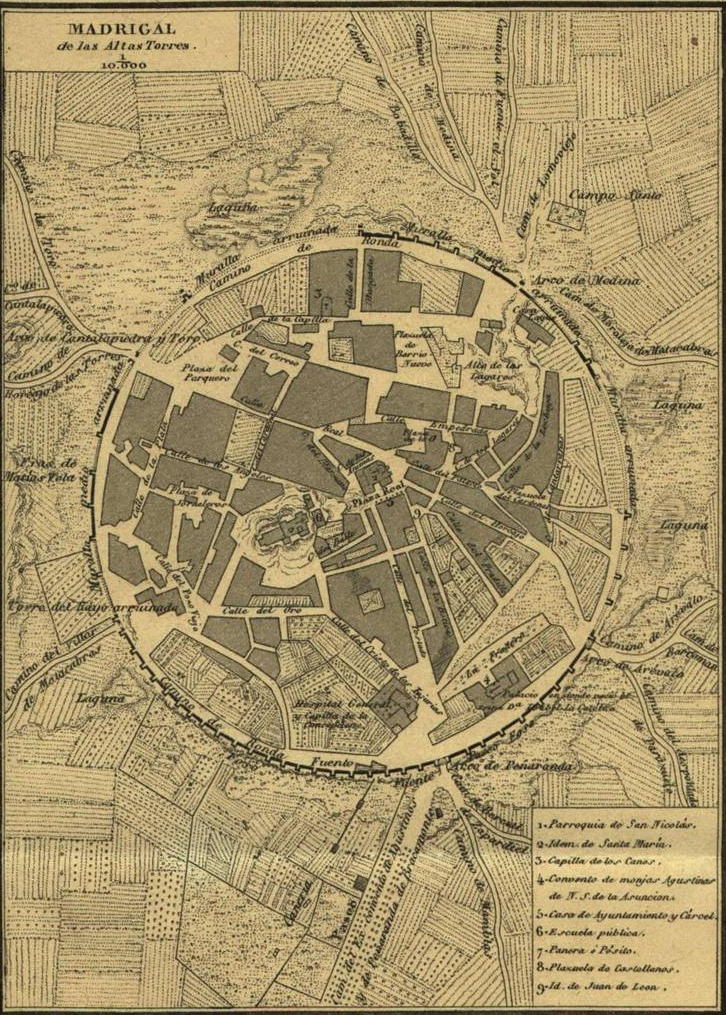
Mapa de la localidad de Francisco Coello (1822-1898) publicado en 1864

Se trata de un topónimo común en el área castellana; se repite, por ejemplo, en Madrigal de la Vera. Riesco Chueca pasa revista a estas diferentes aportaciones y matizaciones a propósito de un paraje también llamado Madrigal en término del pueblo salmantino Calzada de Valdunciel. Es verosímil, en relación con dicho paraje, que se trate de la misma acepción que Corominas asigna a madriz ‘surco que abren las aguas pluviales en tierra’. Sin embargo, para que un fenómeno transitorio como el acarcavamiento haya podido fijarse como topónimo, es necesario que el topónimo haya designado a una zona donde la abrasión erosiva y la aparición de cárcavas tuviera carácter permanente.
Para algunos autores, el topónimo Madrigal es de ascendencia árabe. Ello puede darse por altamente improbable. La segunda parte del nombre, de las Altas Torres alude al casi cerca del centenar de torreones que flanqueaban la cerca amurallada, gran parte de los cuales aún se conservan. De la cerca dependía su fortaleza, pues al estar la población en plena llanura, no tenía defensa natural. Otra teoría sobre ello afirma que se trataría de un error de algún copista medieval, ya que el nombre original sería "de las Albas Torres" (las torres mozárabes estaban recubiertas de azulejos blancos que con el tiempo fueron desapareciendo). De nuevo, es prácticamente imposible tal evolución fonética.
El apellido de las Altas Torres es un añadido cuasi-poético tardío que se fecha en el siglo XIX.

## Geografía
La localidad se encuentra en el extremo norte de la provincia de Ávila en el límite con las provincias de Salamanca y Valladolid y próximo también a la provincia de Zamora, a 74 km de la capital provincial en la llanura castellana de la comarca de Arévalo, más conocida como La Moraña. Está emplazada a 809 m de altitud sobre el nivel del mar entre los ríos Zapardiel y Trabancos. El municipio, que cuenta con una extensión de 106,80 km², limita al este con los pueblos de Blasconuño de Matacabras, Moraleja de Matacabras y Castellanos de Zapardiel; al sur con Barromán, Bercial de Zapardiel y Mamblas; al oeste con Horcajo de las Torres y al norte con los municipios vallisoletanos de Carpio, Fresno el Viejo y Bobadilla del Campo.
Del municipio forma parte otra entidad denominada El Villar de Matacabras, situada a unos tres kilómetros de Madrigal de las Altas Torres, y que se encuentra en estado de abandono.
| Noroeste: Carpio (Valladolid), Fresno el Viejo (Valladolid) | Norte: Bobadilla del Campo (Valladolid) | Noreste: Moraleja de Matacabras, Blasconuño de Matacabras |
| Oeste: Cantalapiedra (Salamanca)                            |                                         | Este: Castellanos de Zapardiel                            |
| Suroeste: Horcajo de las Torres, Rasueros                   | Sur: Mamblas                            | Sureste: Bercial de Zapardiel, Barromán                   |

### Naturaleza
Madrigal posee un rico ecosistema y unas buenas condiciones cinegéticas. Se encuentra dentro de la zona definida por la Unión Europea como hábitat protegido de las avutardas, especie en peligro de extinción. Posee también el primer observatorio online del cernícalo primilla.
En numerosas ocasiones ha sido elegido para albergar el Campeonato Nacional de Galgos en Campo, debido a las condiciones del terreno y la abundancia de liebres.

## Historia
En origen aldea de la tierra de Arévalo, fue independiente por el fuero dado en 1017 por el obispo de Burgos, confirmado después por Alfonso VIII en 1168. En 1302 volverá a la jurisdicción de Arévalo tras una dura sentencia real. En 1311 el monarca Fernando IV otorgó a Madrigal en señorío a su madre María de Molina. A partir de entonces la villa fue cedida a las diferentes reinas de Castilla, especialmente con la dinastía Trastámara, siempre bajo la administración de la villa de Arévalo. La reina Isabel I de Castilla nació en Madrigal de las Altas Torres el 22 de abril de 1451.

## Demografía
Madrigal de las Altas Torres cuenta con una población de 1299 habitantes (INE 2024).
| Gráfica de evolución demográfica de Madrigal de las Altas Torres entre 1842 y 2021                                                                                        |
| |
| Población de derecho según los censos de población del INE. Población de hecho según los censos de población del INE.En estos censos se denominaba Madrigal: 1842 y 1857. |

La población de Madrigal viene sufriendo un descenso en su número de habitantes desde mediados del siglo XX (algo habitual en los pueblos de la comarca). En época estival la población puede llegar a duplicarse, debido a las casas de veraneo relacionadas, en muchos casos, con las personas que emigraron de la localidad.

## Comunicaciones
Se encuentra en el cruce de las carreteras comarcales CL-610 (Peñaranda de Bracamonte-Medina del Campo) y CL-605 (Segovia-Zamora). No posee comunicación ferroviaria.

## Administración y política

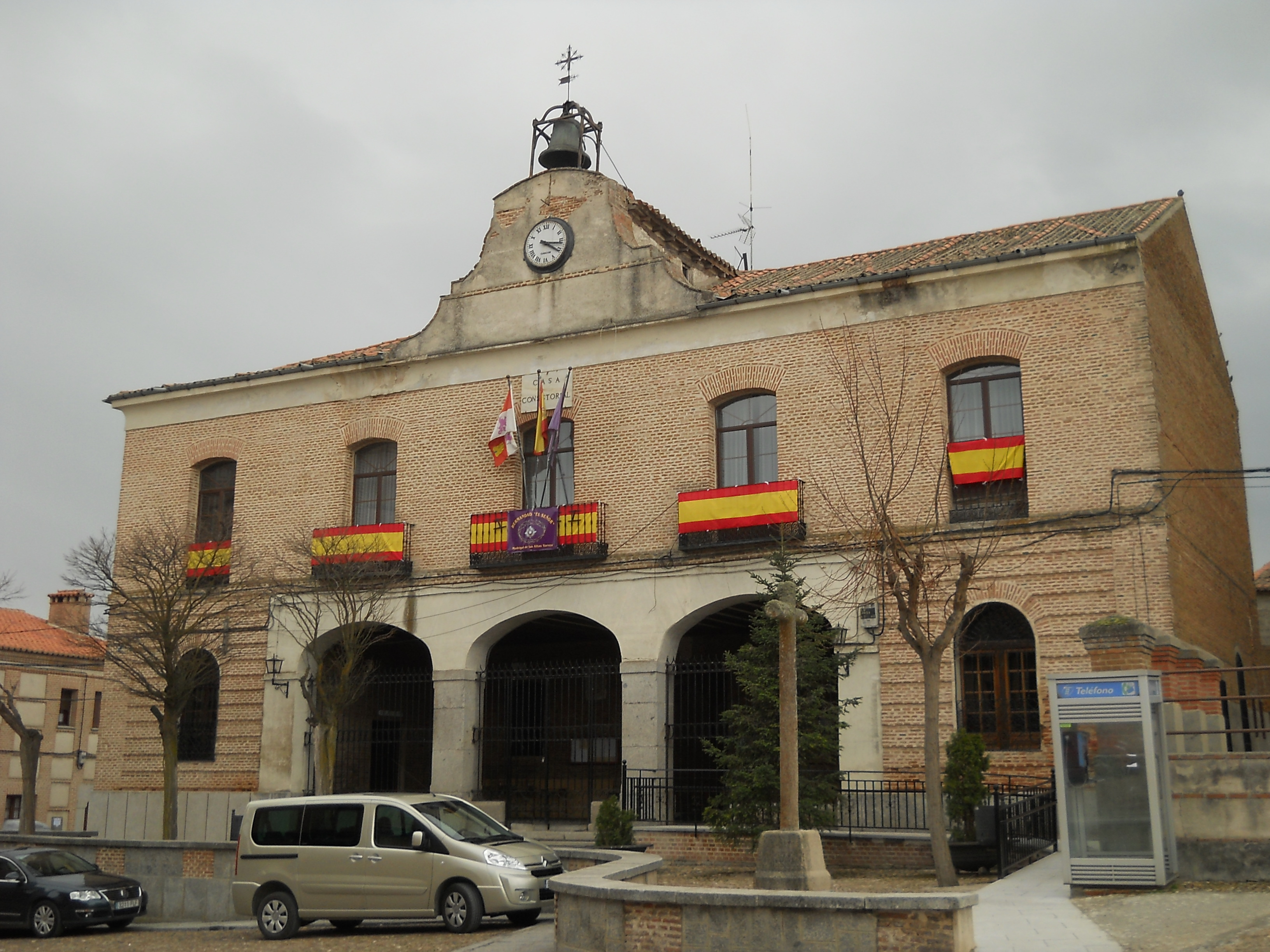
Casa consistorial

Ayuntamiento
| Partido político                         |       | 2019       | 2019 |
| Partido político                         | Votos | Concejales |      |
| Partido Socialista Obrero Español (PSOE) | 554   | 5          |      |
| Partido Popular (PP)                     | 510   | 4          |      |

### Evolución de la deuda viva
El concepto de deuda viva contempla solo las deudas con cajas y bancos relativas a créditos financieros, valores de renta fija y préstamos o créditos transferidos a terceros, excluyéndose, por tanto, la deuda comercial.
| Gráfica de evolución de la deuda viva del ayuntamiento entre 2008 y 2014                             |
| |
| Deuda viva del ayuntamiento en miles de Euros según datos del Ministerio de Hacienda y Ad. Públicas. |

La deuda viva municipal por habitante en 2014 ascendía a 0 €.

## Patrimonio

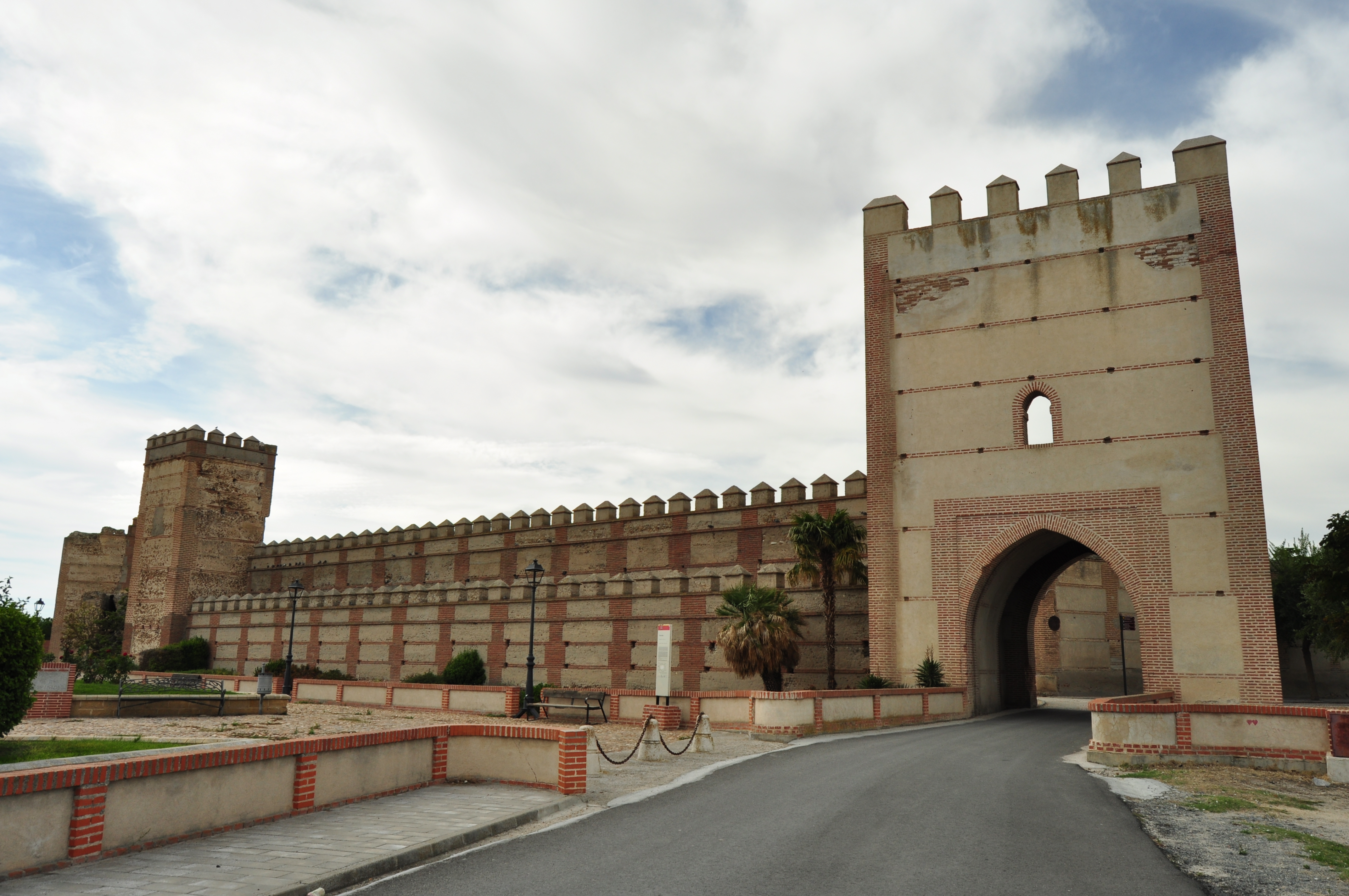
Muralla

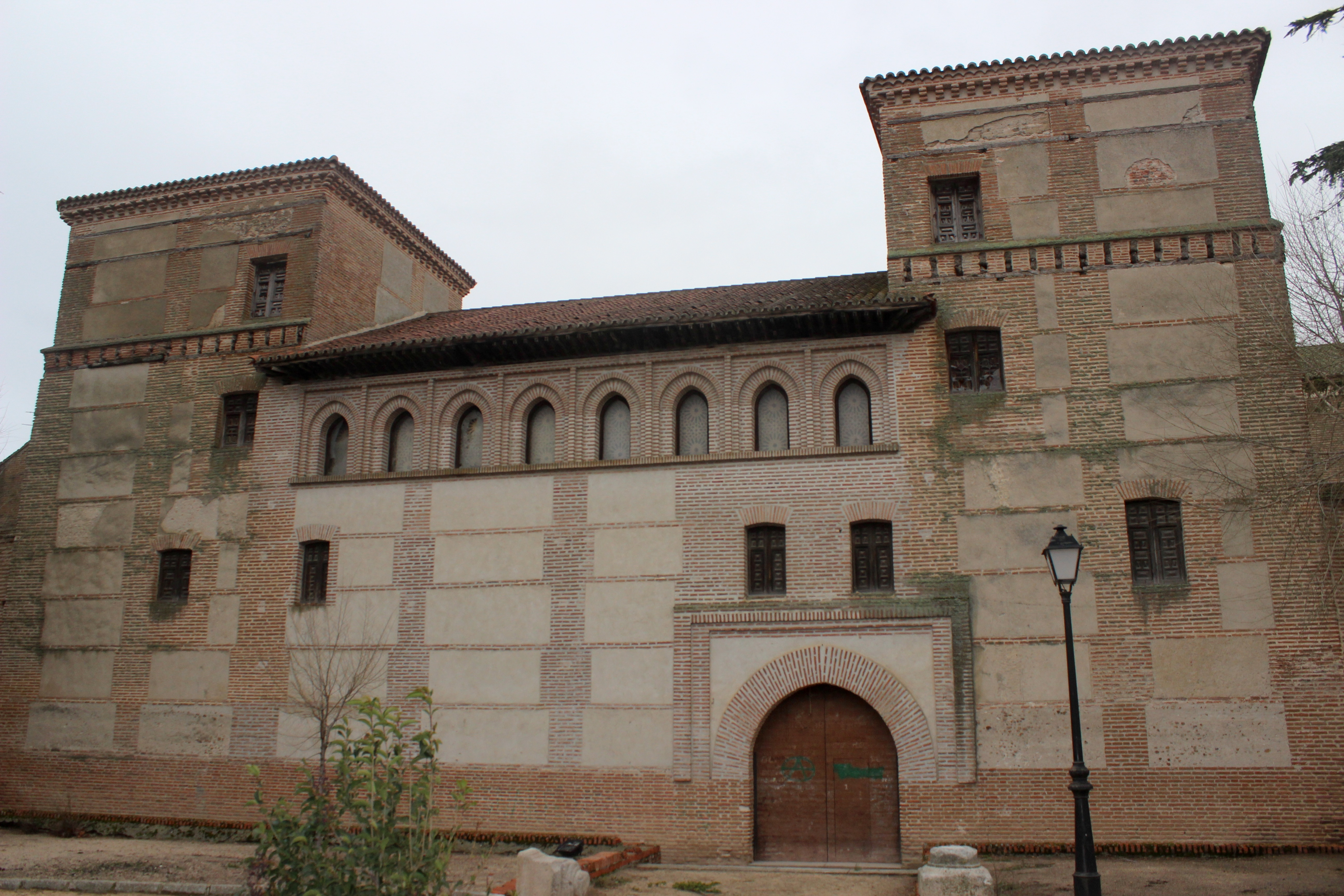
Casa natal de Isabel la Católica

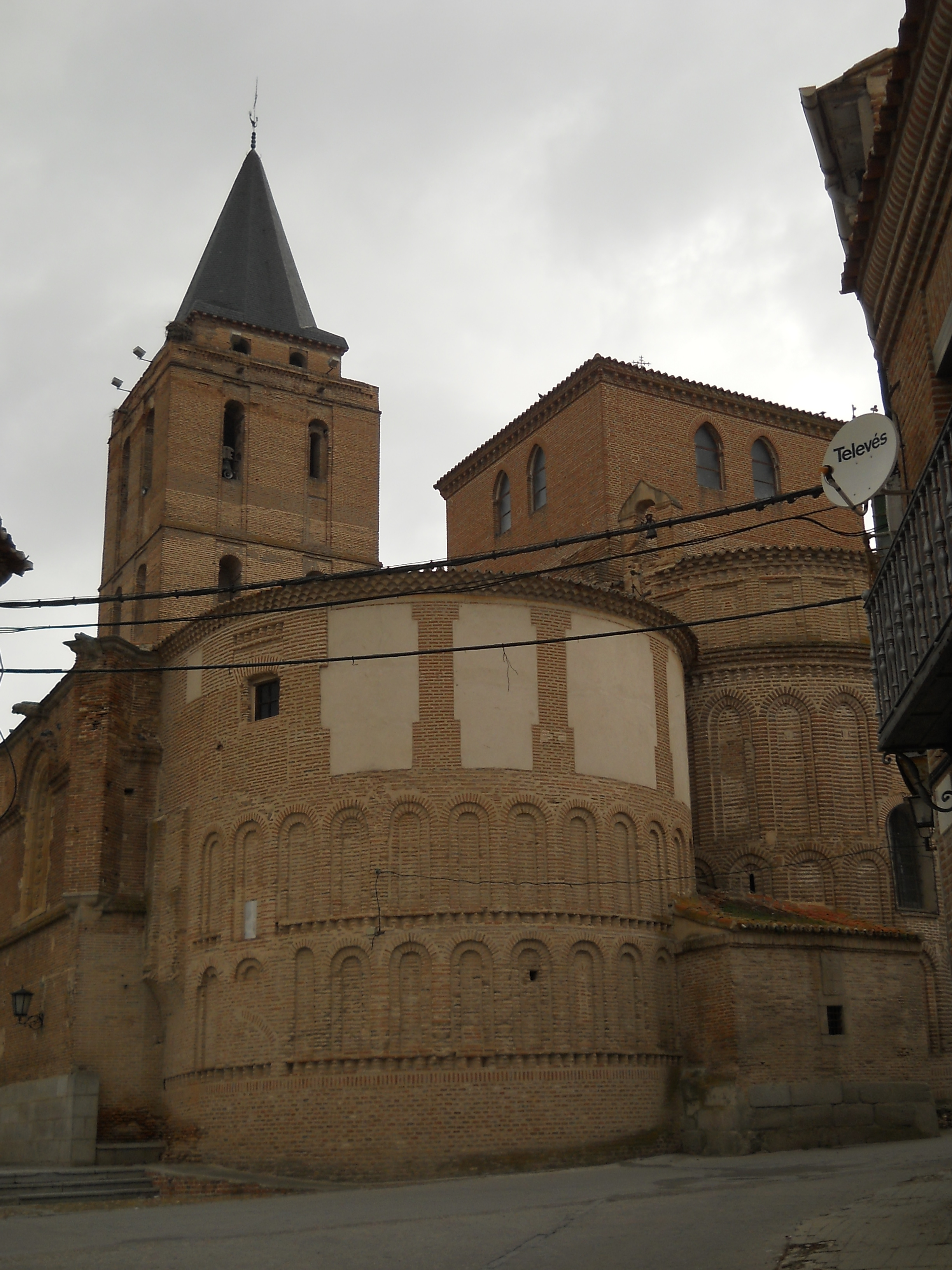
Iglesia de San Nicolás de Bari

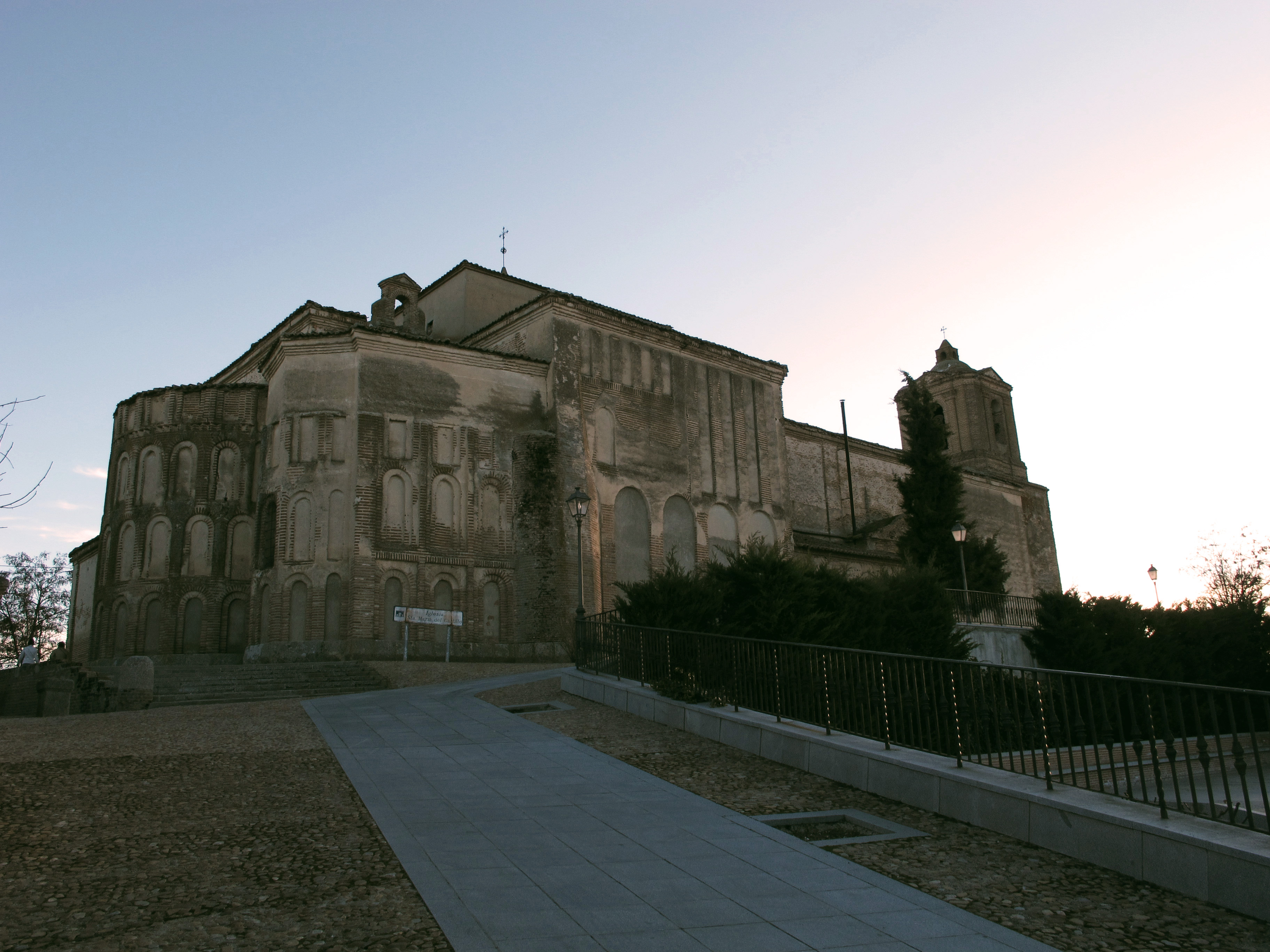
Iglesia de Santa María del Castillo

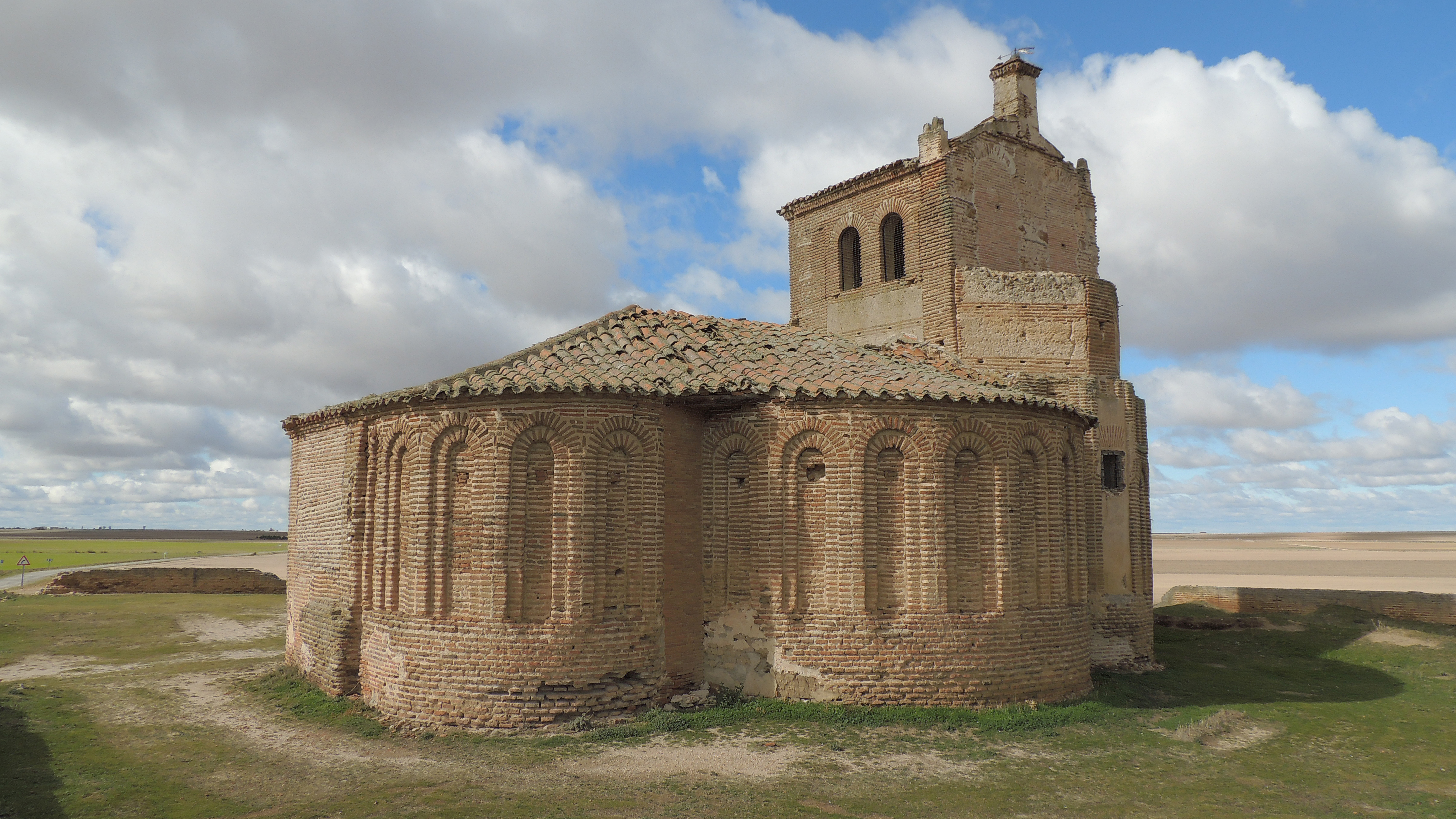
Iglesia de Nuestra Señora del Rosario en Villar de Matacabras

La localidad de Madrigal de las Altas Torres cuenta con un expediente incoado desde el 9 de julio de 1963 para la declaración del casco urbano como conjunto histórico.
- Muralla

Debió de ser de gran importancia. El recinto murado cuenta con la catalogación de bien de interés cultural.
- Monasterio de Nuestra Señora de Gracia, Palacio Real de Juan II o Casa Natal de Isabel la Católic

El edificio fue un palacio en tiempos de Juan II de Castilla. En su interior nació y residió temporalmente Isabel la Católica. Se considera posible que ya existiera en 1366 una construcción previa en la que se hubiera alojado Pedro I el Cruel. Su austera factura es esencialmente mudéjar y está construido en ladrillo y madera, aunque el claustro interior —fechado en el segundo cuarto del siglo XVI— es de estilo gótico.
En 1521 el emperador Carlos V lo cedió para ser usado como convento —el edificio ya no tenía mucho uso por esa época—., y en él profesaron las dos Marías de Madrigal, hijas ilegítimas de Fernando II de Aragón, una de las cuales, María Esperanza llegó a ser la famosa Abadesa que da título a un libro de Toti Martínez de Lezea
Fue declarado monumento histórico-artístico el 21 de septiembre de 1942.
- Iglesia de San Nicolás de Bari

De estilo mudéjar y su fecha de construcción se fecha entre los finales del siglo XIII y el siglo XIV. Está declarada Bien de Interés Cultural.
- Iglesia de Santa María del Castillo

Fue declarada bien de interés cultural el 13 de junio de 1991. Fue construida en la segunda mitad del siglo XIII en estilo mudéjar, aunque también tiene elementos barrocos posteriores.
- Ruinas del Convento de Agustinos

Se trata de las ruinas de un convento de estilo herreriano, aunque su construcción se produjo en varias fases desde el siglo XIV hasta la definitiva del siglo XVI. Está declarado Bien de Interés Cultural.
- Hospital de la Purísima Concepción

Declarado bien de interés cultural el 23 de febrero de 1983.
- Casa Modernista

Se trata de una vivienda situada en el número 2 de la calle Sanguino, en el centro de la villa. Es una construcción modernista con elementos secesionistas, adaptándose al tipo de arquitectura tradicional de Madrigal. Está actualmente en progresivo deterioro. Data de 1915 aproximadamente.
- Iglesia de Nuestra Señora del Rosario

La iglesia de Nuestra Señora del Rosario no está situada en la localidad principal, sino en las cercanías de la pedanía abandonada de Villar de Matacabras. Presenta una cabecera triple con tres ábsides. Se encuentra en estado de ruinas.

## Hermanamientos
| Ciudades hermanadas |           |                        |        |                  |        |
| País                | Ciudad    | Fecha de hermanamiento | Escudo | Web de la ciudad | Imagen |
| México              | Pátzcuaro | Desconocida            |        | Pátzcuaro        |        |
| México              | Uruapan   | Desconocida            |        | Uruapan          |        |
| México              | Morelia   | Marzo de 2016          |        | Morelia          |        |